# De grote patrouille
De grote patrouille is het 9de album uit de stripreeks De Blauwbloezen. Het werd getekend door Louis Salverius en het scenario werd geschreven door Raoul Cauvin. Het album werd uitgegeven in 1976 door Dupuis.
Het album is een extra uitgave ter ere van de toen net overleden Louis Salverius en bestaat uit 14 korte verhalen. Sommige verhalen werden al eind jaren zestig gepubliceerd in het blad Pilote.

## Verhalen
1. Een blauwe ziet rood
2. Eenzame bizon
3. Tatatarata
4. Liefdeloze verliefde
5. Met Mascotte op pad
6. Gedroomde klap
7. Geen mazzel: mazelen!
8. Pijl en bode
9. Gevoelige snaar
10. De grote patrouille
11. Bad boy
12. De kolonelsdochter
13. De uitval
14. Het duel

## Personages in het album
- Blutch
- Cornelius Chesterfield
- Tripps
- Bryan
- Kolonel Appeltown
- Mathilde Appeltown